# Paramount Records
Paramount Records fue una compañía discográfica, conocida por sus grabaciones de jazz afroestadounidense y blues en los 1920 y principios de 1930, incluyendo artistas como Ma Rainey y Blind Lemon Jefferson.
Esta sello discográfico no se debe confundir con Paramount Records, una empresa propiedad de Paramount Pictures que funcionó de 1969 a 1974.

## Historia

### Primeros años
Paramount Records fue fundada en 1917 por la Wisconsin Chair Company. Las oficinas de la etiqueta estaban ubicadas en Port Washington, Wisconsin y la planta de prensado estaba en Grafton. La etiqueta fue dirigida por Fred Dennett Key.
La Wisconsin Chair Company hizo gabinetes de fonógrafo de madera para Edison Records. En 1915 empezó a fabricar sus propios fonógrafos en nombre de su subsidiaria, United Phonograph Corporation. Hizo fonógrafos bajo el nombre Vista hasta finales de la década; La línea falló comercialmente.
En 1918, una línea de discos de gramófono debutó en la etiqueta de Paramount. Fueron grabados y presionados por una filial de la compañía de sillas, los Laboratorios de grabación de Nueva York, Inc. que, a pesar de su nombre, estaba ubicado en la misma fábrica de Wisconsin que la preocupación principal en Port Washington. Los anuncios, sin embargo, declararon: "Los parámetros se registran en nuestro propio laboratorio de Nueva York".
En sus primeros años, el sello Paramount se quedó sólo ligeramente mejor que la línea de fonógrafo de Vista. El producto tenía poco para distinguirse. Paramount lanzó grabaciones pop con calidad de audio promedio presionado en shellac de calidad media. Con la llegada de la grabación eléctrica, tanto la fidelidad de audio y la calidad de goma laca disminuyó a muy por debajo del promedio, aunque algunos registros de Paramount fueron bien presionados en mejor goma laca y se han convertido en coleccionables.
A principios de la década de 1920, Paramount estaba acumulando deuda mientras no producía ningún beneficio. Paramount comenzó a ofrecer a los registros de prensa para otras empresas sobre una base de contrato a precios bajos.

### Música Racial
La planta de prensado de Paramount Records fue contratada para la prensa de discos de Black Swan Records. Cuando esa empresa posteriormente fracasó, Paramount compró a Black Swan Records y así entró al negocio de hacer grabaciones para y por afroestadounidenses. Lo llamado "Musica Racial" se convirtió en el negocio más rentable de Paramount.

## Depresión, cierre, reediciones
La Gran Depresión expulsó a muchas compañías discográficas del negocio. Paramount dejó de grabar en 1932 y cerró en 1935.
En 1948 Paramount fue comprado por John Steiner, que revivió el sello para reediciones de importantes grabaciones históricas y nuevas grabaciones de jazz y blues. En 1952 Steiner arrendó derechos de la reedición a una etiqueta nuevamente dada forma del jazz, expedientes de Riverside Records. Riverside reeditó 10 "y luego 12" LP de muchos cantantes de blues en el catálogo de Paramount, así como el jazz de tales notables con sede en Chicago como Jelly Roll Morton, King Oliver's Creole Jazz Band (que incluía a un joven Louis Armstrong), Johnny Dodds, Muggsy Spanier, y Meade Lux Lewis. La etiqueta de Riverside permaneció activa hasta 1964. Los derechos al catálogo posterior de Paramount fueron adquiridos por George H. Buck en 1970. El uso del nombre "Archivos de Paramount" fue comprado de Buck por Paramount Pictures, una compañía previamente sin conexión.
Al igual que otras compañías discográficas durante la Gran Depresión, Paramount vendió la mayor parte de sus grabaciones maestras como chatarra. Algunas de las grabaciones de la compañía se dicen para haber sido lanzadas en el Río Milwaukee por los empleados descontentos cuando la compañía se cerraba en los mediados de los años 30. Un episodio 2006 de los detectives de la historia de la televisión de PBS demostró a los buceadores que buscaban en el río los masters en 1978 que no fueron vendidos, pero no tuvieron éxito.
Cuando Riverside relanzó las grabaciones originales, usaron registros de la colección de John Hammond.
Revenant Records de John Fahey y Third Man Records de Jack White publicaron dos volúmenes de temas remasterizados del catálogo de Paramount, The Rise and Fall de Paramount Records, Volume One (1917-27) y The Rise and Fall de Paramount Records, Volume Two (1928-32).), En discos de vinilo con una unidad USB para acceso digital. Cada volumen cuenta con 800 canciones, anuncios contemporáneos e imágenes (200 en el volumen uno y 90 en el volumen 2), dos libros (una historia de Paramount y una guía de los artistas y grabaciones) y seis discos de vinilo de 180 gramos, empaquetados en una mano -fabricó el caso del roble modelado después de los que llevaron los fonógrafos en los años 20.